# سيتيو نوفو
سيتيو نوفو بلدية في ولاية مارانهاو في المنطقة الشمالية الشرقية من البرازيل.